# Primera Federación
Primera Federación (dříve zvaná: Primera RFEF) je třetí nejvyšší soutěž v systému fotbalových soutěží ve Španělsku. Řídí ji Královská španělská fotbalová federace. Účastní se jí 40 týmů, které jsou rozděleny do 2 skupin.